# Batalla naval de Hakodate
La Batalla Naval de Hakodate (函館湾海戦 Hakodatewan Kaisen[?]) fue un combate ocurrido entre el 4 y el 10 de mayo de 1869 entre las fuerzas coaligadas de la República de Ezo con el ex-Shogunato Tokugawa contra la recién creada Armada Imperial Japonesa. Fue uno de los últimos episodios de la Guerra Boshin, ocurrido en el norte de la isla de Hokkaidō.

## Fuerzas de la Coalición (Ezo-Tokugawa)
Las fuerzas republicanas contaban con ocho buques de vapor: Banryu, cañonera Chiyoda, Chōgei,  Kaiyō Maru,  Kanrin Maru, Mikaho y Shinsoku, las siete desplegadas alrededor del buque de guerra Kaiten.
Sin embargo, el Kaiyo Maru y el Shinsoku habían sido hundidos en un combate previo frente a Esashi, y el Kanrin Maru había sido capturados por las fuerzas imperiales después de sufrir daños durante el mal tiempo. La pérdida de estas dos unidades principales debilitó seriamente a las fuerzas de Ezo.

## Fuerzas Imperiales
Para la operación, se había constituido una flota de la Armada Imperial Japonesa alrededor del reciente adquirido buque de guerra acorazado Kōtetsu, que había sido comprado a los Estados Unidos. Las otras naves imperiales eran: Kasuga, Hiryū,  Dai Ni Teibō, Yoharu,  Mōshun (que había sido suministrado por los dominios de los Saga para el recién formado gobierno Meiji en 1868), Chōshū y Satsuma.

## Situación de las Armadas
El gobierno imperial había comenzado la guerra en una inferioridad náutica considerable frente a la República de Ezo, pero gracias a la pérdida por parte de Ezo de tres naves (Shinsoku, Kaiyo Maru y Kanrin Maru) más la adquisición del moderno ironclad Kōtetsu (que había sido encargado por el Shogunato Tokugawa, pero retenido por los Estados Unidos por su neutralidad al comienzo de la guerra, aunque más tarde, en esta batalla, ayudó con dos buques de transporte de tropas al gobierno imperial).

## La Batalla

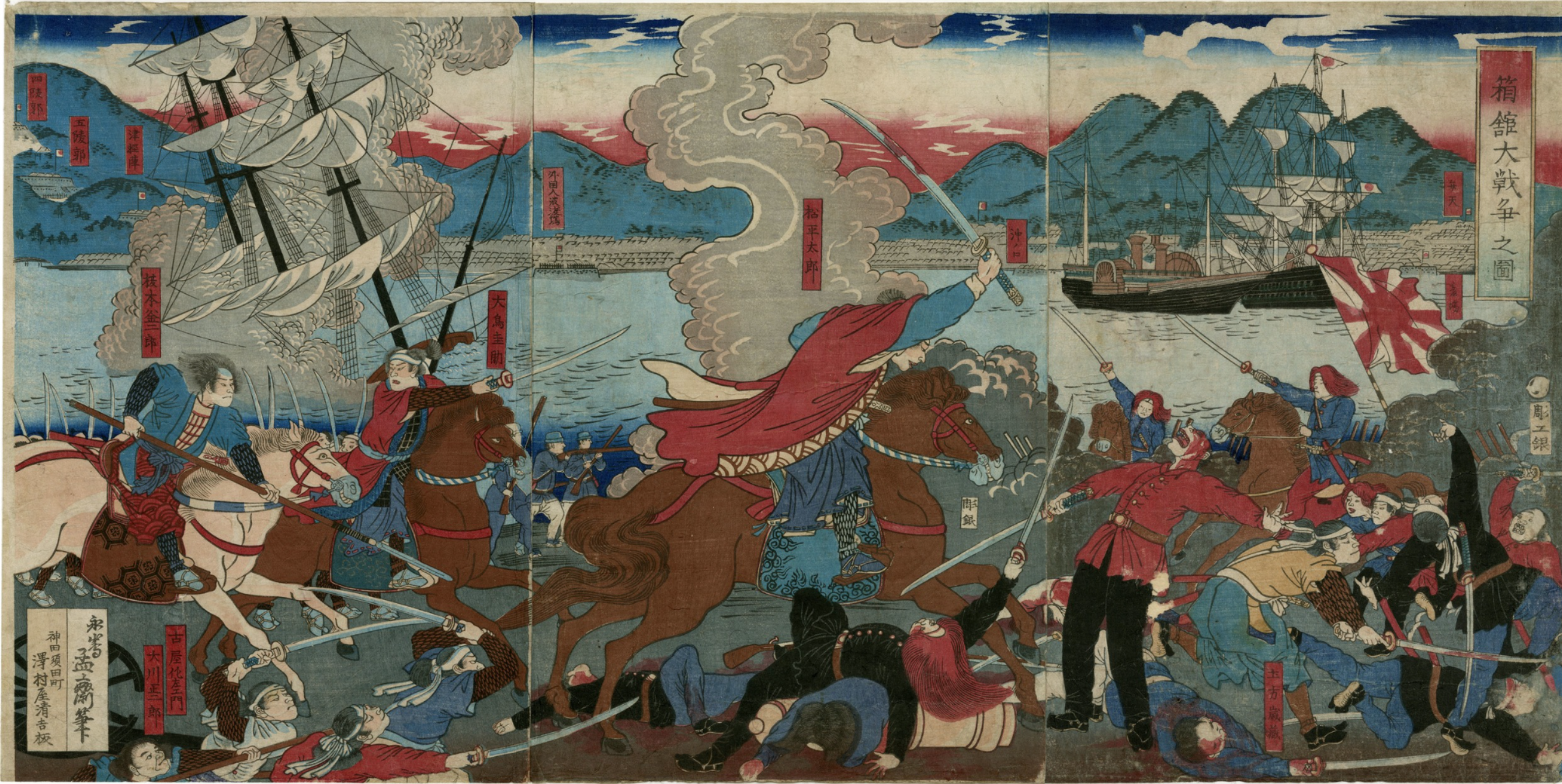
"Batalla de Hakodate". Interpretación romántica de Nishiki-e. Representa a Toshizo Hijikata, Taro Matsudaira, Takeaki Enomoto y otros luchando duro. La carga de caballería, con un velero que se hunde al fondo, está encabezada por los líderes de la rebelión, etiquetados de izquierda a derecha, Enomoto (Kinjiro) Takeaki, Ōtori Keisuke y Matsudaira Tarō. El samurái vestido de amarillo es Hijikata Toshizō. Los soldados franceses aparecen detrás de la carga de caballería con pantalones blancos. Las tropas imperiales con uniformes modernos están a la derecha (las pelucas de "oso rojo" (赤熊, Shaguma) indican soldados de Tosa (pelucas de "oso blanco" (白熊, Haguma) para Chōshū, pelucas de "oso negro" (黒熊, Koguma) para Satsuma)), con un moderno buque de guerra a vapor al fondo. El autor es Mosai Nagashima, un artista de ukiyo-e que estuvo activo desde finales del período Edo hasta el período Meiji. Estudió con Kuniyoshi Utagawa y al principio se llamó a sí mismo Yoshitora Utagawa. Se dice que más tarde utilizó el nombre Mosai bajo el apellido Nagashima.

La flota imperial apoyó el despliegue de tropas en la isla de Hokkaido, destruyó las fortificaciones en tierra y atacó las naves rebeldes. El 4 de mayo Chiyodagata fue capturado por las fuerzas imperiales, después de haber sido abandonado en una conexión a tierra y el 7 de mayo, el Kaiten fue fuertemente dañado y puesto fuera de combate. Banryu logró hundir al buque imperial Choyo, pero Banryu más tarde se hundió a su vez a causa de recibir severos daños.
La Armada Imperial japonesa ganó la batalla, en última instancia, esta batalla condujo a la rendición de la República de Ezo a finales de mayo de 1869.

### Actuación de naves extranjeras
Los buques de las armadas extranjeras —el británico HMS Pearl y el francés Coëtlogon— estaban en posición de neutralidad durante el conflicto. El capitán francés Jules Brunet que había entrenado a los rebeldes y había ayudado a organizar sus defensas, rindió el Coetlogon el 8 de junio.
El futuro Almirante de la flota Tōgō Heihachirō participó en la batalla en el lado Imperial como un joven oficial de tercera clase, a bordo del Kasuga.